# درجه آزادی (آمار)
درجه آزادی یکی از مفاهیم بنیادین در آمار است. درک بسیاری از مفاهیم مطرح در آمار وابسته به درک مناسبی از این مفهوم است.
بر اساس زمینهٔ کاربرد و شیوهٔ نگرش می‌توان تعاریف مختلفی برای آن ارائه نمود که همه یک مفهومند.

## تعاریف مختلف

### در نظریهٔ برآورد
تعداد مقادیری که یک آماره امکان تغییر دارد
تعداد مشاهدات مستقل منهای تعداد پارامترهای برآورد شده.
به‌طور معادل: تعداد مشاهدات مستقل منهای تعداد روابط معلوم میان مشاهدات

### در نظریه آزمون
بعد فضای مجهول (مدل کامل) منهای بعد فضای مفروض (مدل مقید)

### درجبر خطی
رتبهٔ یک فرم درجه دوم
به‌طور معادل: تعداد ابعاد یک زیر فضا که یک بردار می‌تواند آزادانه گردش کند (مربع طول بردار یک فرم درجه دوم است)

## درک شهودی
مثال: یک عدد ثابت امکان تغییر ندارد پس درجه آزادی آن برابر صفر است.
یک نقطه در صفحه یک رابطه میان دو متغیر در فضای دو بعدی است. با این نقطه نمی‌توان میزان همبستگی خطی دو متغیر را با برآورد خط رگرسیون تخمین زد. چون بینهایت خط از این نقطه گذراست. (تصویر مقابل) در این مثال درجه آزادی صفر است (تعداد مشاهدات مستقل - تعداد روابط معلوم میان مشاهدات = ۰)
اگر خطی را بعنوان خط رگرسیونی در نظر بگیریم، این مدل نه قابل رد و نه قابل قبول است؛ بنابراین تعداد نمونه‌های قابل استفاده برای این مدل صفر است.
برای رسم خط رگرسیون حداقل دو نقطه لازم است. با دو نقطه یک درجه آزادی وجود دارد. از دو نقطه فقط یک خط گذر می‌کند و این خط تنها برآورد ممکن است. با اینکه دقت برآورد ۱۰۰ درصد است اما این دقت کاذب به علت کم بودن درجات آزادی و اطلاعات قابل استفاده است. نمونه‌های زیادی از تحقیقات با رسیدن به دقتی بالا تصور می‌کنند که مدل بدست آمده مناسب است. در حالی که درجات آزادی کم باعث این اشتباه شده است.
مثال: اگر دو مشاهده داشته باشیم، برای برآورد میانگین دو مشاهدهٔ مستقل داریم، اما برای برآورد واریانس تنها یک مشاهدهٔ مستقل وجود دارد. زیرا هر دو مشاهده دارای یک فاصله از میانگین هستند.

## دیدگاه فلسفی
برای درک بهتر این مفهوم می‌توان درجهٔ آزادی را یک معادل برای درجهٔ ابطال پذیری از دیدگاه فلاسفه‌ای مانند کارل پوپر دانست. اگر در مسئله‌ای درجات آزادی کم
باشد معادل است با اینکه ابطال پذیری آن مسئله کم است. یعنی با هر مشاهده‌ای تأیید می‌شود و قابل ابطال نیست.